# Massa non sospesa

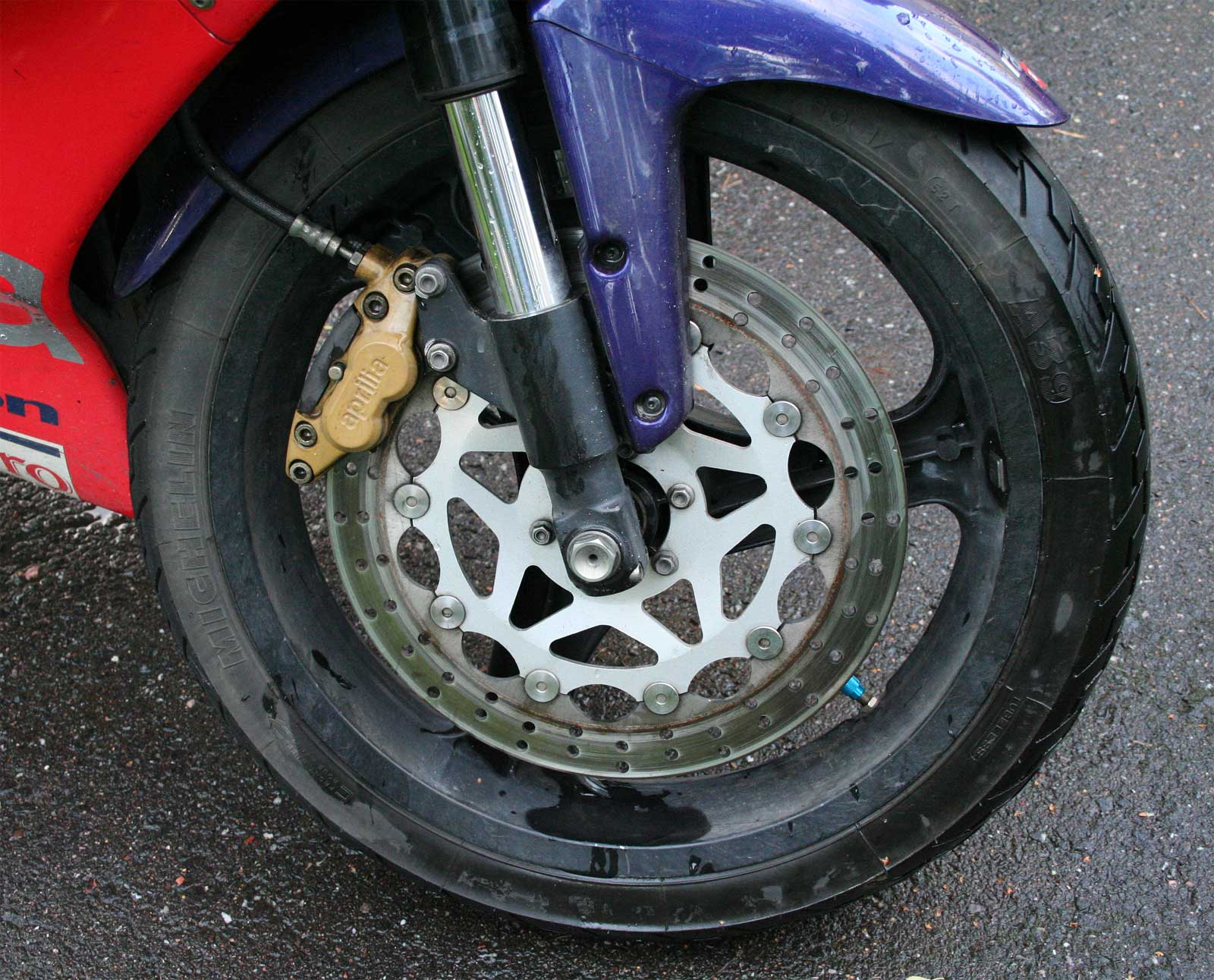
tipico esempio di massa non sospesa

La massa non sospesa di un mezzo da corsa o da trasporto è quell'insieme di elementi che non subiscono o non dovrebbero subire una variazione della loro distanza dal suolo, dato che costituiscono un insieme di elementi strettamente legati tra loro, che non subiscono variazioni di forma o distanza tra loro, ma strettamente legati alle masse sospese, con le quali si ha una continua variazione della distanza.

## Caratteristiche

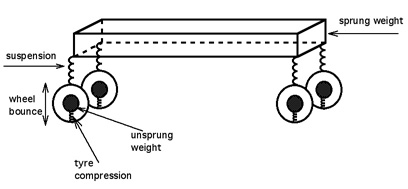
Masse non sospese e masse sospese

La massa non sospesa viene considerata deleteria, dato che conferisce un'inerzia nella risposta dall'apparato di sospensione e ammortizzazione del veicolo, il che può conferire una minore tenuta di strada dato che tale inerzia può generare un distacco della ruota dal suolo.
Per queste sue caratteristiche si cerca di ridurla il più possibile.

## Composizione
La massa non sospesa nei mezzi più comuni viene definita da:
- Ruota, insieme di elementi che generalmente determina la maggior parte del peso di queste masse
  - Cerchione, elemento che sorregge lo pneumatico e l'impianto frenante
  - Pneumatico
- Sospensione e ammortizzatore, questi elementi sono composti generalmente da due parti, di cui una facente parte della massa non sospesa e una della massa sospesa o riconducibile a questa suddivisione.
- Impianto frenante, la maggior parte di questo impianto è situato alla ruota e per questo motivo è soggetto a studi per la riduzione delle sue masse, in particolar modo degli elementi non sospesi

## Rimedi
Per cercare di ridurre tale massa, si cerca di:
- Usare materiali leggeri, si usano materiali sempre più leggeri, che però nella maggior parte dei casi sono più costosi
- Migliorare le strutture, si cercano nuove soluzioni che impieghino meno materiale e che permettono un risparmio di peso.
- Evitare sovradimensionamenti eccessivi, si utilizzano strutture che devono essere adeguate al loro scopo il che permette sia l'impiego di materiali che soluzioni diverse.